# Chélan
Chélan is een gemeente in het Franse departement Gers (regio Occitanie) en telt 191 inwoners (2008). De plaats maakt deel uit van het arrondissement Mirande.

## Het huidige dorp
Chélan is gelegen aan de D228. In het oosten is een stroompje. Er is een meganisatiebedrijf.

#### Geografie
De oppervlakte van Chélan bedraagt 13,7 km², de bevolkingsdichtheid is 13,9 inwoners per km².
De onderstaande kaart toont de ligging van Chélan met de belangrijkste infrastructuur en aangrenzende gemeenten.

#### Demografie
Onderstaande figuur toont het verloop van het inwonertal (bron: INSEE-tellingen).